# Das Zebra
Das Zebra  (Originaltitel: Le Zèbre) ist ein französischer Film aus dem Jahre 1992. Regie führte Jean Poiret. Es handelt sich dabei um die Verfilmung des gleichnamigen Romans von Alexandre Jardin.

## Handlung
Hippolyte ist seit 15 Jahren mit Camille verheiratet, mit der er die beiden Kinder Marie-Louise und Grégoire hat. Von Beruf ist er Scheidungsnotar und sein Arbeitsalltag betrübt ihn. Dies versucht er mit clownesken Einfällen wie dem Tragen buntgemusterter Fliegen oder dem Verwenden von Kinderkugelschreibern für die Unterschriften zu überspielen, was ihn den Beinamen Das Zebra einbringt.
Auch seine eigene Ehe sieht er gefährdet. Zwar hat auch Camille als Literaturprofessorin einen angesehenen Beruf und die Familie lebt in materiellem Wohlstand, dennoch möchte Hippolyte, dass ihn Camille wieder stärker begehrt. Dieses Bestreben wird aber durchkreuzt, als Camille regelmäßig anonyme Liebesbriefe erhält, die immer auf gelbem Papier geschrieben sind und in einem gleichfarbigen Umschlag stecken. Sie vermutet zunächst einen Kollegen oder einen ehrgeizigen Studenten als Urheber und verliert zunehmend das Interesse an Hippolyte. Erst als sie der Briefeschreiber zweimal in ein Hotel einlädt und dort nicht erscheint, dann ein Treffen in einem Café vorschlägt, in dem sie schließlich Hippolyte erwartet, bricht diese Briefserie ab.
Hippolyte unternimmt in der Folgezeit Aktionen, die bei Camille Nervenkitzel auslösen sollen, so beispielsweise eine rasante Fahrt in seinem Jaguar oder ein vorgetäuschter Sprung vom Balkon. Darauf reagiert sie zunächst nicht amüsiert. Als Camille aber merkt, wie liebevoll Hippolyte sich um die Kinder kümmert und dass er die beiden in seiner Freizeit für Archäologie begeistern möchte, bricht das Eis zwischen ihnen. Camille und Hippolyte unternehmen anschließend eine gemeinsame Reise ans Meer, wo die beiden sehr glücklich sind. Das ändert sich aber, als Hippolyte vom Schwimmen im Meer nicht mehr zurückkehrt. Nach einer Suchaktion wird Hippolyte schließlich für tot erklärt.
Es findet eine Trauerfeier statt, bei der sich Camille ihrer wahren Gefühle für Hippolyte wieder bewusst wird. Als die drei die Kirche verlassen, wirft eine vermummte Person von der Empore erneut einen gelben Brief vor die Füße von Camille. In den nächsten Tagen möchte sie endlich aufklären, von wem die Briefe stammen. Dies klärt sich, als sie in dem letzten Brief eine Videokassette findet.
In diesem Video gesteht ihr Hippolyte seine Liebe und erklärt, die Liebesbriefe selbst verfasst und seinen Tod nur vorgetäuscht zu haben. 
Der Film endet mit einem Szenenwechsel an die Atlantikküste, wo sich Camille und Hippolyte küssen.

## Kritik
„Ausgelassen gespielte, aber auch voller Melancholie steckende Komödie, die durch präzise Regie und sensibel geführte Darsteller den Blick hinter die vergnügliche Oberfläche für den Sinngehalt der Geschichte öffnet: die Sehnsucht des Menschen nach einem erfüllten (Liebes-)Leben.“